# Берк (династія)

Герб графів де Бурго (Берк).

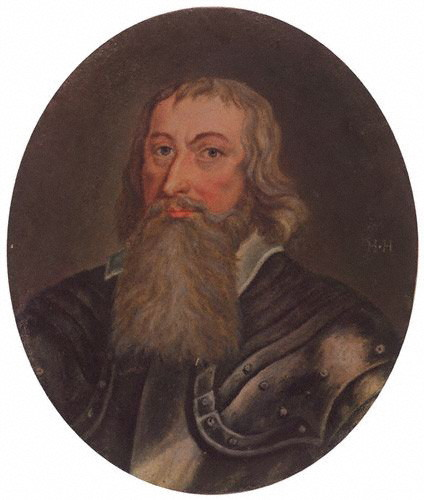
Улік Берк — І маркіз Кланрікард.

Герб феодалів Берк — графів Мейо.

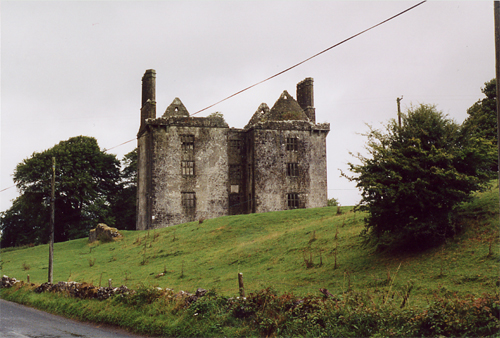
Замок Глінск.

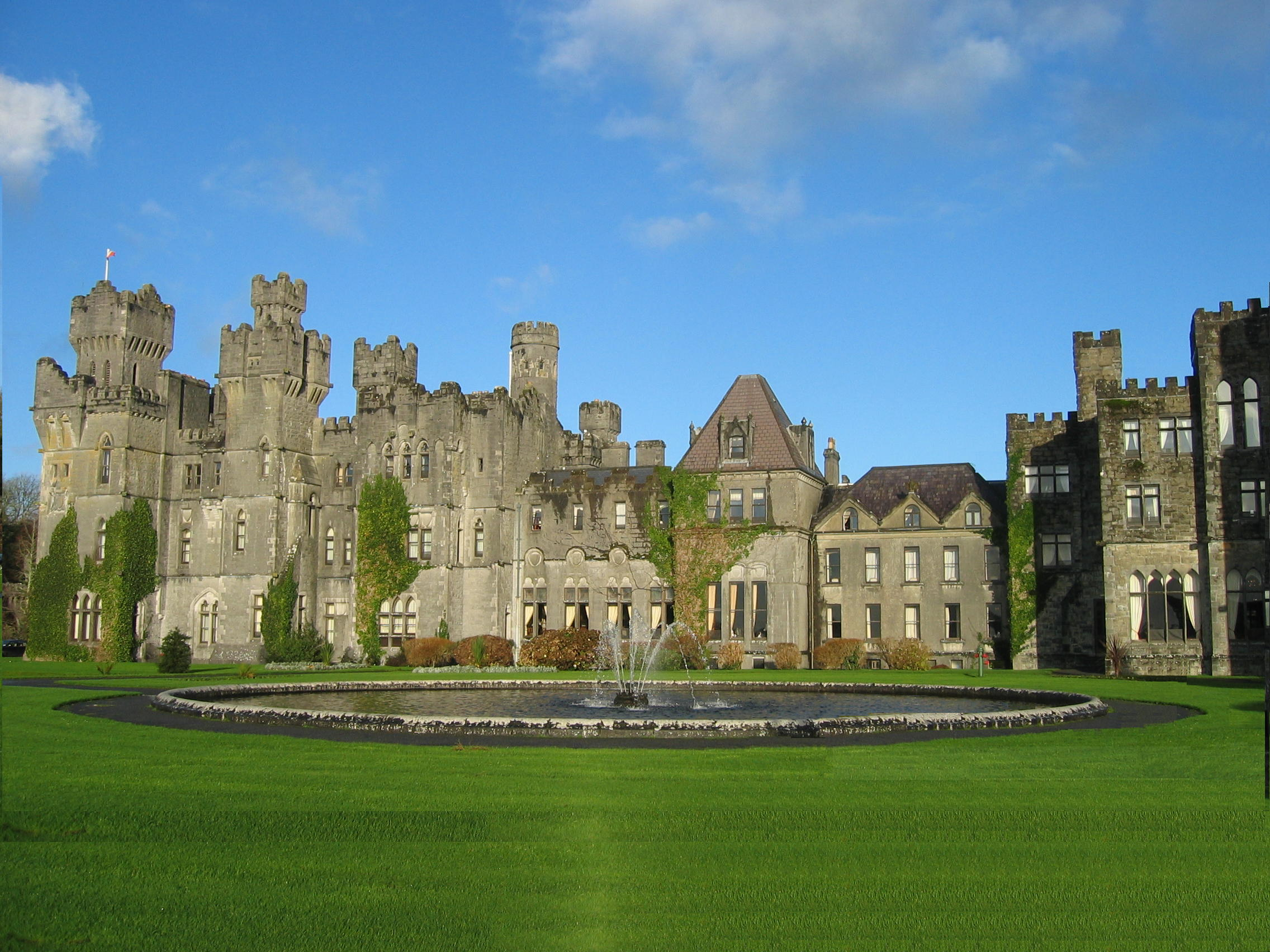
Замок Ешфорд.

Берки, династія (англ. - de Burgh, ірл. - de Búrca, лат. - de Burca, de Burgo) – династія де Бурго, де Бурка - аристократична династія в Ірландії англо-норманського походження. Більше 700 років династія володіла землями в Ірландії, зокрема в Коннахті. Прізвище походить від англійського селища Бург, що біля Саффолка. Назва селища має англо-саксонське походження і означає «фортеця», «укріплене місто». 
Першим аристократом з династії Берк (де Бурго) був англо-норманський лицар та авантюрист Вільям де Бурго (1160 – 1206), що прибув в Ірландію в 1185 році разом з королем Англії Генріхом ІІ після англо-норманського завоювання Ірландії. Вільям де Бурго був старшим братом Губерта де Бурго – графа Кент, юстиціарія Англії. 
Пізніше нащадки перших аристократів де Бурго родичалися з ірландцями, з вождями ірландських кланів з метою утвердження своєї влади. Але з часом вони «ірландизувалися» - переймали ірландські звичаї та культуру і перетворювались поступово в типовий ірландський клан з різними септами та гілками. Крім того, Берки володіли землями переважно в західній і північній Ірландії, де протягом всього середньовіччя влада англійської корони була ефемерною і Берки воліли бути незалежними лордами, аніж підданими англійської корони. І тому якщо в ХІІ-ХІІІ століттях де Бурго були опорою влади короля Англії в Ірландії, то пізніше Берків довелося підкорювати і завойовувати.

## Титули Берків
Нащадки Вільяма де Бурго володіли в різні часи титулами лордів Коннахту, вождів клану Мак Вільям Йохтар, графів Ольстеру, графів Кланрікард, маркізів Кланрікард, маркізів Слайго, графів Кент, графів Мейо, віконтів Берк, баронів Фермой, баронів Бург, баронів Кастелконнелл, баронів Коннахт, баронів Лейтрім, баронів Даун, баронів Страболгі, баронів Берк, баронів де Бурго. 

## Гасло династії Берк
Гаслом династії Берк було: «Ung Roy, Ung Foy, Ung Loy» - «Один король, одна віра, один закон». Гербом Берків є червоний хрест на золотому фоні.

## Історія династії Берк
Вільям де Бурго (пом. 1206 року) отримав в нагороду за службу від короля Англії Джона Безземельного землі В Ірландії в 1169 році. Спочатку йому була дарована влада в ірландському королівстві Томонд та землях Лімерик. У 1199 – 1201 роках він отримав у володіння землі кланів Кахал Каррах та Кахал Кровдерг, але потім Вільям де Бурго був висланий з Лімерика в 1203 році і втратив свої землі в ірландському королівстві Коннахт. 
Син Вільяма де Бурго – Річард Мор де Бурго (помер в 1243 році) отримав титул І лорда Коннахт. Англійська корона ліквідувала ірландське королівство Коннахт і передала ці землі Річарду Мору де Бурго, проте ірландці не визнавали це і довгий час існували вожді ірландських кланів які вперто іменували себе королями Коннахту, з якими де Бурго як «лорди Коннахту» мусили вести війну. Річард Мор де Бурго володів посадою юстиціарія Ірландії в 1228 – 1232 роках. У 1234 році він воював проти графа Маршала, що загинув у битві з ним. У цій війні він був на стороні корони Англії. Старший син Річарда Мора – теж сер Річард де Бурго (пом. В 1248 році) ненадовго успадкував титул лорда Коннахт. 
Другий син Річарда Мора - Вальтер де Бурго (пом. у 1271 р.) продовжував війну проти ірландських кланів, що не визнавали владу англійського короля і значно розширив свої величезні володіння, отримавши від принца Едварда титул "граф Ольстер" у 1255 році. 
Вальтера де Бурго – І графа Ольстера змінив його син, Річард Ог де Бург (ірл. - Richard Óg de Burgh) - ІІ граф Ольстера. У 1286 році він спустошив і підкорив ірландське королівство Коннахт, скинув короля Ольстера Брайана О'Ніла, замінивши його власну маріонетку. Він також напав на короля Коннахта з клану О’Коннор. Він очолив свою армію в Ірландії для підтримки короля Англії Едварда I у його шотландських війнах, і після вторгнення Едварда Брюса в Ірландію і оголошення його верховним королем Ірландії (1315 рік) Річард де Бург виступив проти нього, але віддав свою дочку Елізабет заміж за Роберта Брюса (що став згодом королем Шотландії). Іноді його викликали до англійського парламенту, але більшість часу свого бурхливого життя він провидив саме в Ірландії, воюючи з непокірними ірландськими кланами та з іншими англо-норманськими феодалами, що зазіхали на його землі. За документами того часу, зокрема за джерелами 1290 року, де Бурго володіли землями в Ольстері, Коннахті, Манстері і отримали у володіння остів Мен, але потім повернули його у володіння короля Англії.  
ІІІ графом Ольстеру став Вільям Донн де Бург (пом. у 1333 році) – син Джона де Бурга (помер в 1331 році). Землі частково успадкувала Елізабет – леді Клер (пом. 1360 року) – сестра останнього графа Клер – сера Хартфорда (пом. 1314 року). Вільям Донн де Бург одружився з Мод Ланкастер – дочкою Герріха – ІІІ графа Ланкастера і отримав посаду лейтенанта Ірландії в 1331 році, але був вбитий на 21-му році життя лишивши дочку Елізабет де Бург, що стала єдиною спадкоємицею як володінь де Бурга так і величезних маєтків графів Клер. Ще дитиною її одружили з Лайонелом – І герцогом Кларенс (третім сином короля Англії Едуарда ІІІ), якого визнали внаслідок цього шлюбу графом Ольтера. Іх нащадок – Едвард – IV герцог Йорк, зійшов на трон Англії як король Едвард IV. З того часу графство Ольстер вважалося власністю короля Англії.  

### Клан Мак Вільям
Після вбивства Вільяма Донна де Бурга ІІІ графа Ольстера в 1333 році його родичі чоловічої статі (які мали більше право на спадщину, ніж його дочка, згідно з тодішніми звичаями і законами), прийнявши ірландські імена та звичаї, стали фактично вождями ірландських кланів та септ і вперто утримували володіння де Бургів. Їх двома основними гілками були клан Мак Вільям Уахтар (Верхні Мак Вільями) або клан Кланрікард (на півдні Коннахта та графства Голуей) та Мак Вільям Йохтар (Нижні Мак Вільями) на півночі Коннахта та графства Мейо.
У 1543 році вождь клану Мак Вільям Уахтар (Верхні Мак Вільями), відомий як Улік на г-Кенн (ірл. - Ulick na gCeann) капітулював перед королем Англії Герріхом VIII, визнавши владу короля Англії, отримавши за це титули графа Кланрікарда та лорда Данкелліна. Його нащадок – Річард - IV граф Кланрікард брав участь у Дев’ятирічній війні за незалежність Ірландії на боці англійської корони, воював проти повстанців О’Ніла. Пізніше він отримав титул графа Сент-Олбанс у 1628 році. Його син Улік отримав титул маркіза Кланрікард (перша креація, 1646 рік). Його двоюрідний брат і спадкоємець Річард – VI граф Кланрікард був дядьком Річарда - VIII графа Кланрікард та Джона - ІХ графа Кланрікард, обидва воювали на боці короля Якова II і були покарані за це в 1691 році. Але Джон Берк Мак Вільям був відновлений у правах і титулах в 1702 році, а його правнуку Генріху – ХІІ графу Кланрікард було даровано титул маркіза Кланрікарда (друга креація, 1789 рік). Він не залишив сина, але його брат Джон - ХІІІ граф Кланрікард знову отримав титул графа Кланрікард (друга креація), а маркізат Кланрікард згодом відроджений у 1825 році для сина Джона – Уліка – XIV та ІІ графа Кланрікард. Його спадкоємець - Губерт де Бург-Каннінг був ІІ і останнім маркізом Кланрікард. Графство Кланрікард (друга креація) було передано VI маркізу Слайго. Ця родина, що змінила свою назву з Берк на де Бург у 1752 році і долучила до своїх володінь землі Каннінг у 1862 році володіла величезними маєтками в графстві Голуей.
У 1603 році Мак Вільям Йохтар - Тіобойд на Лонг (Теобальд) Берк (пом. у 1629 році) капітулював перед англійською короною і визнав владу Англії і за це отримав титул віконта Мейо в 1627 році. Майлз – ІІ віконт Мейо отримав свій титул у 1649 році. Теобальд – ІІІ віконт Мейо успадкував цей титул у 1665 році. Кромвель конфіскував їх землі та замки, але після реставрації монархії Теобальду повернули його маєтки і землі площею біля 50 000 акрів. Це сталося в 1666 році. Джон – VIII віконт Мейо помер у 1767 році. У 1781 році Джон Берк з клану Мак Вільям Йохтар отримав титул віконта Мейо, а потім і титул графа Мейо. У 1872 році на Андаманських островах був убитий Річард – VI граф Мейо - віце-король Індії.
Баронства Берка Коннелла (1580) і Берка Бріттаса (1618) були конфісковані в 1691 році  і були передані гілкам родини Берків, які досі мають представників серед баротетів та поміщицької шляхти Ірландії.

### Нащадки Губерта де Бурга – І графа Кент
Барони Бург (або Боро) з Гейнсборо (1487 – 1599) – це родина з Лінкольнширу, що, як вважається, походить від Губерта де Бурга (молодший син Губерта де Бурга – І графа Кент). Томас - ІІІ барон Бург був лордом-заступником Ірландії в 1597 році, а його молодший брат, сер Джон (пом. у 1594 році), був відомим солдатом і моряком.